# Stadion Miejski im. Zorana Paunowa
Stadion Miejski im. Zorana Paunowa – wielofunkcyjny stadion w Wełesie, w Macedonii Północnej. Obiekt może pomieścić 3500 widzów. Swoje spotkania rozgrywają na nim piłkarze klubu Borec Wełes. Od 2019 roku patronem obiektu jest Zoran Paunow.